# Jocko Conlan
John Bertrand „Jocko“ Conlan (* 6. Dezember 1899 in Chicago, Illinois; † 16. April 1989 in Scottsdale, Arizona) war ein US-amerikanischer Baseballspieler und Umpire in der Major League Baseball (MLB).

## Biografie
Jocko Conlan gab sein Debüt als Outfielder bei den Chicago White Sox in der American League am 6. Juli 1934 und bestritt sein letztes Spiel am 29. September 1935. Das entscheidende Spiel für ihn war ein Spiel gegen die St. Louis Browns im Jahr 1935. Während des Spiels erlitt der Schiedsrichter der Partie, Red Ormsby, einen Hitzekollaps und musste ersetzt werden. Conlan wurde gefragt, ob er den Umpire ersetzen wolle, und sagte zu. Ab der Saison 1936 begann dann seine Karriere als Umpire. Bis 1940 war John Conlan im Minor League Baseball tätig, ehe er 1941 seine 25-jährige Schiedsrichterlaufbahn in der National League begann. Er war als Unparteiischer in fünf World Series und sechs All-Star Games beteiligt. Auch bei drei Playoffs in der National League arbeitete er als Umpire.
1974 wurde Conlan in die Baseball Hall of Fame berufen. Er verstarb im Alter von 89 Jahren 1989 in Scottsdale. Sein Sohn John wurde Politiker und saß als republikanischer Abgeordneter für Arizona im Repräsentantenhaus der Vereinigten Staaten.